# Campionati asiatici di badminton 1999
I Campionati asiatici di badminton 1999 si sono svolti a Kuala Lumpur, in Malaysia. È stata la 18ª edizione del torneo, organizzato dalla Badminton Asia.

## Podi
| Evento              | Oro                        | Argento                    | Bronzo                                         |
| Singolare maschile  | Chen Hong                  | Ong Ewe Hock               | Fung Permadi                                   |
| Singolare maschile  | Chen Hong                  | Ong Ewe Hock               | Marleve Mainaky                                |
| Singolare femminile | Ye Zhaoying                | Zhang Ning                 | Dai Yun                                        |
| Singolare femminile | Ye Zhaoying                | Zhang Ning                 | Gong Zhichao                                   |
| Doppio maschile     | Ha Tae-kwon Kim Dong-moon  | Zhang Jun Zhang Wei        | Cheah Soon Kit Yap Kim Hock                    |
| Doppio maschile     | Ha Tae-kwon Kim Dong-moon  | Zhang Jun Zhang Wei        | Tesana Panvisvas Pramote Teerawiwatana         |
| Doppio femminile    | Ge Fei Gu Jun              | Chung Jae-hee Ra Kyung-min | Sujitra Ekmongkolpaisarn Saralee Thungthongkam |
| Doppio femminile    | Ge Fei Gu Jun              | Chung Jae-hee Ra Kyung-min | Etty Tantri Cynthia Tuwankotta                 |
| Doppio misto        | Kim Dong-moon Ra Kyung-min | Liu Yong Ge Fei            | Tri Kusharjanto Zelin Resiana                  |
| Doppio misto        | Kim Dong-moon Ra Kyung-min | Liu Yong Ge Fei            | Bambang Suprianto Minarti Timur                |